# ワン・ドレ
ワン・ドレ、ワン・クル（Wang DoréまたはWang Kulu）はトゥプリ人の有力な政治的、宗教的首長。チャドのフィアンガの町の近く、ドレの村を拠点として、ワン・ドレはトゥプリの王として、伝統的に活動し、ワン・ドレの宗主権の下にある領域は、ドレ王国として知られている。今日、ワン・ドレは未だにチャドとカメルーンの国境を越えて住むトゥプリ人に対する宗教的、政治的な権力を持っている。